# Тепесала
Тепесала (исп. Tepezalá) — небольшой город и административный центр одноимённого муниципалитета в мексиканском штате Агуаскальентес. Численность населения, по данным переписи 2010 года, составила 4 511 человек.